# Reakcja Stille’a
Reakcja Stille’a (sprzęganie Stille’a) – reakcja sprzęgania związku cynoorganicznego z halogenkiem organicznym katalizowana przez kompleksy palladu. Reakcja ta jest szeroko stosowana w syntezie organicznej.

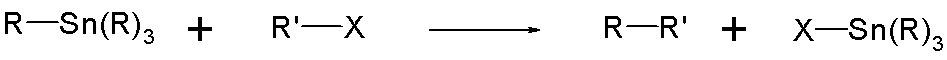
Schemat reakcji Stille’a

Podstawnik X zwykle jest atomem fluorowca (z wyjątkiem samego fluoru), może on jednak być też pseudohalogenkiem, takim jak triflan, CF
3SO−
3.
Reakcja ta została odkryta w 1977 przez Johna Kennetha Stille’a i Davida Milsteina i wkrótce stała się jedną z najczęściej stosowanych reakcji sprzęgania w chemii organicznej, ponadto ma ona duże zastosowanie w przemyśle farmaceutycznym.
Reakcja powinna być przeprowadzana w atmosferze inertnej (pozbawionej tlenu i wilgoci), przy wykorzystaniu bezwodnych i odgazowanych rozpuszczalników. Stosowanie takich restrykcyjnych warunków spowodowane jest znaczną wrażliwością katalizatora palladowego na obecność tlenu – po utlenieniu kompleks palladu promuje zachodzenie sprzęgania pomiędzy cząsteczkami związku cynoorganicznego, co pogarsza wydajność właściwej reakcji sprzęgania.
Standardowo stosowane związki cyny zawierają kationy trimetylostannylowy Me
3Sn+
 lub tributylostannylowy Bu
3Sn+
. Pomimo że pierwszy z nich jest znacznie bardziej reaktywny, to jego zastosowanie jest ograniczone z uwagi na bardzo wysoką toksyczność (około 1000 razy większą niż dla tributylostannylu).

## Mechanizm reakcji
SMechanizm reakcji Stille’a jest obecnie dobrze zbadany.
Pierwszym etapem cyklu katalitycznego jest redukcja palladu w katalizatorze 1 ze stopnia utlenienia II na 0. W następnym etapie ma miejsce addycja oksydatywna halogenku organicznego 3 do aktywnej postaci katalizatora 2. Powstały produkt przejściowy o konfiguracji cis ulega szybkiej izomeryzacji do formy trans. Reakcja transmetalacji z wykorzystaniem związku cynoorganicznego 5 zachodzi przez produkt przejściowy 7 prowadząc do powstania oczekiwanego produktu 8 i regeneracji katalizatora poprzez reduktywną eliminację. Zarówno addycja oksydatywna jak i reduktywna eliminacja przebiegają z zachowaniem konfiguracji absolutnej związków chiralnych.
Szybkość zachodzenia transmetalacji cyny, w zależności pd szkieletu węglowego jest następująca:
alkin > alken > aryl > allil = benzyl > α-alkoksyalkil > alkil
Niska reaktywność cynowych pochodnych alkenów może zostać częściowo przezwyciężona poprzez wykorzystanie silnie polarnych rozpuszczalników takich jak dimetyloformamid lub dioksan.
Badania za pomocą spektrometrii mas z wykorzystaniem jonizacji typu eletrorozpylania (ESI, z ang. electrospray ionization) pozwoliły na dokonanie bezpośrednich obserwacji Pd(0)(PPh3)2 oraz cyklicznych produktów przejściowych pojawiających się w czasie przebiegu reakcji transmetalacji, mających postać −Pd−X−Sn−C−.

## Modyfikacje reakcji
Dodatek chlorku litu często poprawia wydajność procesu sprzęgania poprzez stabilizację przejściowego kompleksu formowanego na drodze addycji oksydatywnej. Ponadto efektywność i specyficzność reakcji może być polepszona poprzez dodanie stechiometrycznych ilości chlorku miedzi(I) lub soli manganu(II).
Użycie mieszaniny łatwo topliwych pochodnych cukrów, takich jak mannitol, w połączeniu z mocznikiem i solami, takimi jak chlorek amonu, prowadzi do znacznego obniżenia toksyczności procesu.